# Gunderik
Gunderik, född 379, död 428, var kung av Vandalriket efter sin far Godigisels död år 407 till sin egen död.  Gunderik och hans folk gick över Pyrenéerna och in i Hispania där Gunderik efter 419 etablerat sig i den del av Spanien som nu kallas Andalusien. Gunderik efterträddes av sin halvbror Geiserik.